# Magadi (miasto w Kenii)
Magadi – miasto w Kenii, w hrabstwie Kajiado. 
Według danych ze spisu powszechnego w 2019 roku liczyło 3609 mieszkańców – 2110 mężczyzn i 1499 kobiet.